# Clausophyes tropica
Clausophyes tropica is een hydroïdpoliep uit de familie Clausophyidae. De poliep komt uit het geslacht Clausophyes. Clausophyes tropica werd in 1995 voor het eerst wetenschappelijk beschreven door Pugh. 